# Episodi di Un medico in famiglia (terza stagione)
La terza stagione della serie televisiva italiana Un medico in famiglia è andata in onda in prima visione televisiva su Rai 1 dal 16 marzo al 25 maggio del 2003. Escono di scena alcuni importanti personaggi delle due stagioni precedenti: Lele (Giulio Scarpati partecipa solamente in qualità di guest star, e tornerà come protagonista solamente nella sesta stagione), Giacinto (Enrico Brignano compare in uno dei primi episodi nei ricordi di Cettina, e quindi in scene già viste) e Alice (Claudia Pandolfi scompare definitivamente). Il nuovo co-protagonista è il dottor Guido Zanin (Pietro Sermonti), personaggio creato apposta per la terza stagione. Una notevole new entry è il nuovo amore di Cettina, Augusto Torello, interpretato da Francesco Salvi.
| nº | Titolo                      | Prima TV       | Ascolti        | Ascolti | Ascolti |
| nº | Titolo                      | Prima TV       | Telespettatori | Share   | Fonte   |
| -- | --------------------------- | -------------- | -------------- | ------- | ------- |
| 1  | Ciao, famiglia!             | 16 marzo 2003  | 8.481.000      | 29,81%  | [ 1 ]   |
| 2  | Un nuovo medico in famiglia | 16 marzo 2003  | 8.686.000      | 31,73%  | [ 1 ]   |
| 3  | Il tarlo del sospetto       | 17 marzo 2003  | 8.713.000      | 27,78%  | [ 2 ]   |
| 4  | Lo stagno del ranocchio     | 17 marzo 2003  | 8.717.000      | 30,75%  | [ 3 ]   |
| 5  | Notti bianche               | 23 marzo 2003  | 8.393.000      | 29,10%  | [ 4 ]   |
| 6  | Prima il dovere             | 23 marzo 2003  | 8.567.000      | 32,02%  | [ 4 ]   |
| 7  | Proposte indecenti          | 30 marzo 2003  | 8.447.000      | 30,60%  | [ 5 ]   |
| 8  | No, non è la gelosia        | 6 aprile 2003  | 7.623.000      | 28,22%  | [ 6 ]   |
| 9  | Vive la France              | 13 aprile 2003 | 7.461.000      | 27,46%  | [ 7 ]   |
| 10 | Le belle statuine           | 13 aprile 2003 | 8.125.000      | 29,78%  | [ 7 ]   |
| 11 | Segreti e imprevisti        | 20 aprile 2003 |                |         |         |
| 12 | Le preziose                 | 20 aprile 2003 |                |         |         |
| 13 | Rotta di collisione         | 27 aprile 2003 | 7.468.000      | 28,27%  | [ 8 ]   |
| 14 | La stagione degli amori     | 27 aprile 2003 | 7.976.000      | 29,66%  | [ 8 ]   |
| 15 | Trenta per tutti o quasi    | 4 maggio 2003  | 7.406.000      | 29,88%  | [ 9 ]   |
| 16 | Mi farete venire un infarto | 4 maggio 2003  | 8.108.000      | 31,41%  | [ 9 ]   |
| 17 | Un paziente impaziente      | 5 maggio 2003  | 8.294.000      | 28,92%  | [ 10 ]  |
| 18 | Amori a tradimento          | 5 maggio 2003  | 8.204.000      | 30,02%  | [ 10 ]  |
| 19 | Scherzare col fuoco         | 11 maggio 2003 |                |         |         |
| 20 | Ritorni                     | 11 maggio 2003 |                |         |         |
| 21 | Contratti                   | 12 maggio 2003 |                |         |         |
| 22 | Attenta Cappuccetto Rosso   | 12 maggio 2003 | 8.549.000      | 29,79%  | [ 10 ]  |
| 23 | Sabbie mobili               | 18 maggio 2003 | 7.858.000      | 33,22%  | [ 11 ]  |
| 24 | Visite a domicilio          | 18 maggio 2003 | 8.696.000      | 35,76%  | [ 11 ]  |
| 25 | Perché non mi credi?        | 25 maggio 2003 | 8.528.000      | 37,15%  | [ 12 ]  |
| 26 | Mai rinunciare ai sogni     | 25 maggio 2003 | 9.870.000      | 41,34%  | [ 12 ]  |

- Cast fisso: Lino Banfi (Libero Martini), Lunetta Savino (Cettina), Margot Sikabonyi (Maria), Martina Colombari (Carlotta), Pietro Sermonti (Guido Zanin), Chiara Salerno (Alida), Anita Zagaria (Nilde), Manuele Labate (Alberto Foschi), Carlotta Aggravi (Reby), Paolo Sassanelli (Oscar Nobili), Sabrina Paravicini (Jessica), Rosanna Banfi (Tea), Jonis Bascir (Jonis), Vincenzo Crocitti (Mariano Valenti), Pino Ferrara (Fausto), Milena Vukotic (Enrica), Edoardo Leo (Marcello), Francesco Salvi (Augusto Torello).
- Ricorrenti: Simone Corrente (Gianluca Chiodelli), Jinny Steffan (Irma), Emanuele Cito (Lele Junior, il figlio di Nilde), Maria Cecilia Cinardi (Gemma), Adriano Modica (Adriano), Leila Durante (Cleofe), Alessandra Mastronardi (Claudia), Pietro Mannino (Filiberto), Aide Aste (Pia), Delia D'Alberti (Livia), Andréa Ferréol (Antoinette), Gianna Paola Scaffidi (Liliana, la madre di Carlotta), Anna Longhi (Di Stefano, la paziente anziana), Sergio Forconi (Giuseppe), Carmela Vincenti (Patrizia, la madre di Oscar), Urs Althaus (George Roswell), Giovanni Guidelli (Giovanni Macchio), Frank Crudele (Peppiniello), Luigi Petrucci (avvocato Ulmi)

## Ciao, famiglia!
- Diretto da: Claudio Norza
- Scritto da:

### Trama
Lele parte per l'Australia per lavorare alla sperimentazione di un nuovo farmaco contro una malattia infantile. Appena i Martini arrivano a casa trovano una videocassetta in cui Lele saluta tutti in modo speciale. Nel frattempo scopriamo che anche Giacinto è partito: lavora come cameriere sulle navi da crociera. Rebby e Maria all'Università incontrano Guido, un medico brillante appena arrivato da Milano che sta cercando casa e verrà assunto alla ASL dalla nuova direttrice, Alida Castellani; la sostituta di Lele però non suscita molta simpatia nei colleghi, tranne che in Mariano. Oltre alla novità di avere "tutta la famiglia sulle sue spalle" il nonno Libero deve affrontare un altro problema: il piccolo Lele Junior, il figlio di Nilde, ha continuamente nausea, mal di stomaco, ma non se ne capisce la causa. Intanto il capofamiglia non vuole che la nonna Enrica si trasferisca a casa Martini, e quindi finge di volere dare la stanza di Lele e Alice a Mariano che vuole andarsene di casa; Jonis, però, prende la bugia sul serio e dice al medico che può andare ad abitare il giorno stesso in casa Martini. Alla fine Mariano cambierà idea e Jonis offrirà la stanza a Guido, il medico che Maria ha incontrato all'università.

## Un nuovo medico in famiglia
- Diretto da: Claudio Norza
- Scritto da:
- Altri interpreti: Alessandra Mastronardi (Claudia)

### Trama
Libero ritrova il libretto universitario di Alberto e con l'aiuto di Fausto viene a scoprire che suo nipote non ha dato nessun esame all'università. Tra Guido e Maria c'è grande intesa, ma sembra che il medico non sia interessato minimamente a lei. Intanto anche Ciccio crea problemi al nonno Libero: dopo uno scherzo che ha rischiato di finire con una tragedia viene riportato a casa dalla polizia e tenta di scappare da Lele in Australia, chiedendo alla nonna Enrica del denaro; sarà Guido che gli farà cambiare idea e lo riporterà a casa. Intanto Libero si è trovato un nuovo amico.

## Il tarlo del sospetto
- Diretto da:
- Scritto da:

### Trama
Enrica nota l'intesa crescente tra Maria e Guido e mette "la pulce nell'orecchio" a Libero, che inizia a preoccuparsi. Alberto si fa negare quando Gemma e Adriano si presentano a casa Martini; in più Gemma scopre da Fausto che Alberto non ha dato nessun esame all'università e si arrabbia moltissimo, decidendo quindi di lasciarlo perché capisce di essere innamorata di Adriano. Intanto alla Asl arriva Marcello, che si scopre essere amico di infanzia di Guido; ora è un attore che in attesa di una parte importante lavora come ranocchio al supermercato. Maria porta Lele Junior alla Asl per farlo visitare da Guido e dagli esami si scopre che è celiaco, cioè intollerante al glutine. 

## Lo stagno del ranocchio
- Diretto da:
- Scritto da:

### Trama
Libero non vuole che tra Guido e Maria accada qualcosa e fa di tutto per tenerli lontani. Enrica aiuta Nilde con le spese del ristorante, ma vuole decidere lei come decorarlo e arredarlo e diverse volte le due donne hanno delle discussioni; alla fine faranno pace e il ristorante verrà inaugurato. Alberto è depresso e dorme in garage per stare solo: per aiutarlo Libero si fa prescrivere un antidepressivo per lui da Mariano, ma viene scoperto da Guido che si arrabbia. Allora Libero decide di proporre a Irma di assumerlo come tecnico alla radio, dove però cercano un conduttore per sostituire Alice; tra i candidati c'è anche Marcello, che aiutato da Libero ottiene il posto. Anche Alberto verrà assunto e approfitta dell'occasione per fare un annuncio alla radio, ringraziando tutti coloro che gli sono stati vicini.

## Notti bianche
- Diretto da:
- Scritto da:
- Altri interpreti: Simone Montedoro (Lorenzo)

### Trama
Lele Junior non vuole andare all'asilo, ma dopo qualche tentativo sarà Annuccia a convincerlo. Intanto Cettina si mette alla ricerca di Giacinto, perché la nave in cui era imbarcato è tornata in Italia da una settimana e si scopre che l'uomo non ha mai telefonato alla fidanzata da quando è partito; decide di recarsi dalla madre Cleofe, che però non si fa trovare. La cugina della madre le consegna una lettera di Giacinto in cui le scrive che si è fatto monaco; Libero indaga sull'ordine dei monaci e scopre che in realtà non esiste. Cettina, su consiglio di Ciccio, decide di partecipare al programma TV Dove sei? e scopre che Giacinto è sposato con un'altra ragazza e che i due aspettano un bambino. Maria deve prepararsi per l'esame di ammissione alla facoltà di medicina e chiede a Guido se la aiuta a ripassare biologia: dopo una notte passata a studiare assieme, Guido, anche su consiglio di Jessica, e facendo un patto con Libero, decide di lasciare perdere per non stare troppo appiccicato a Maria, che ci rimane male. Intanto Reby ha conosciuto uno studente che è riuscito ad avere tutte le domande del test e propone a Maria di partecipare a un gruppo di studio a casa sua, ma in realtà è una trappola per andarci a letto e Maria prontamente scappa via. La mattina dopo Reby, infuriata con l'amica per non essere riuscita a ottenere le domande, se ne va in scooter ma ha un incidente davanti a casa Martini; fortunatamente accorre Guido e chiede a Maria di chiamare il 118, ma la ragazza si blocca. Questo avvenimento la porta a rinunciare a fare il test di ammissione alla facoltà di medicina, perché crede di non essere portata per questa professione, ma sarà Guido a farle cambiare idea. Alla fine Maria sostiene l'esame e viene ammessa a medicina.

## Prima il dovere
- Diretto da:
- Scritto da:
- Altri interpreti: Alessandra Mastronardi (Claudia), Alessio Caruso (Luigi), Gabriella Barbuti (Francesca), Marta Iacopini, Mario Lucarelli (Carlo)

### Trama
Nilde è costretta a chiudere il ristorante a causa di un'intossicazione e nota che a firmare la denuncia è Guido; il medico torna a casa per dare spiegazioni ma si trova tutta la famiglia Martini contro, eccetto Maria. Oltretutto Nilde riceve la prenotazione per una cena da un regista hollywoodiano per l'indomani. I coniugi dei due clienti intossicati pensano che sia stato il dessert che solo loro due avevano mangiato; in realtà, dal referto degli esami, si scopre che l'intossicazione deriva dai frutti di mare che i due amanti avevano mangiato durante la loro scappatella. Guido per non rivelare la verità ai coniugi dice loro che l'intossicazione è stata causata da un virus e Nilde riesce quindi a riaprire in tempo il ristorante per la cena del regista. Intanto Alberto corre alla radio, perché ascoltandola sente che il disco si è bloccato, e infatti il tecnico ha lasciato il suo posto per andare a una festa; insieme a Marcello improvvisano una puntata notturna che riscuote notevole successo e Irma decide quindi di assumere Alberto a tempo indeterminato. Ciccio, per fare colpo su Claudia, partecipa all'occupazione della sua scuola e riesce a baciare la ragazza che contraccambia, ma la nonna Enrica obbliga Libero ad andare a prenderlo, nonostante lui gli avesse dato il permesso di dormire fuori casa. Il nonno ha però uno scontro con alcuni studenti e viene arrestato dalla polizia ma subito rilasciato. All'uscita del commissariato troverà gli studenti, che lo accolgono con un applauso.

## Proposte indecenti
- Diretto da:
- Scritto da:
- Altri interpreti: Luisella Boni (Edda)

### Trama
I medici della Asl decidono di riservare una stanza per lo svago dei bambini che si annoiano in attesa delle visite; la Castellani però vieta loro di crearla in quanto la stanza predisposta sarà destinata al corso della nuova nutrizionista, Carlotta Wilson. La donna inizialmente sembra un po' strana, in quanto porta sempre i guanti, non stringe la mano per salutare, si pulisce spesso con salviettine e non vuole essere sfiorata.
Guido prescrive a Libero di fare movimento, e quindi quest'ultimo si iscrive al corso di igiene alimentare di Carlotta, ma dopo avere trovato lavoro al bingo per sostituire un amico decide di rinunciarvi.
Carlotta pensa che sia stato Guido a indurre Libero a cancellarsi dal corso e dopo un diverbio con l'uomo sviene; i due però si chiariscono immediatamente e Guido decide di iscriversi al corso, che deve avere un minimo di dieci iscritti per proseguire.
Fausto ci prova con una signora conosciuta al bingo e per fare colpo si porta dietro Annuccia e Ciccio, fingendo che siano suoi nipoti. Intanto questi ultimi hanno dei diverbi con Cettina che ha deciso di volere un figlio e cerca un partner: pensa a Marcello ma entrambi, molto imbarazzati, finiranno per rinunciare. Cettina torna a casa e viene accolta da Ciccio e Annuccia, che le chiedono scusa.

## No, non è la gelosia
- Diretto da:
- Scritto da:
- Altri interpreti: Giancarlo Judica Cordiglia (nel ruolo dell'avvocato Giorgio Pesca)

### Trama
Libero dice a Cettina che dovrebbe cercarsi un uomo con cui uscire, non essendo più di primo pelo, ma la colf non ne vuole più sapere degli uomini; alle prove del coro conosce il nuovo direttore Augusto Torello, che rimane quasi folgorato dalla sua bellezza. Cettina capisce le sue intenzioni e cerca in tutti i modi di tenere un leggero distacco; al coro si uniscono anche Jessica, che ha appena lasciato il fidanzato perché si vergogna di dire che è una semplice infermiera alla madre Livia, amica di Enrica, e Tea che è arrabbiata con il marito perché non l'ha portata a Venezia per lavorare. Guido cerca di stringere amicizia con Carlotta, ma Oscar gli fa notare che il problema della ragazza è il contatto fisico; decidono allora di fare un'uscita tutti insieme al ristorante di Nilde con la scusa di conoscersi meglio e intanto cercano di capire meglio la sua fobia. Maria rivela a Cettina di provare qualcosa per Guido, ma è sempre più gelosa di lui, soprattutto quando le nasconde l'uscita a quattro dicendole che devono fare un consulto, ma quando si presenta al ristorante con tutta la famiglia Martini litiga con il medico e per equivoco fa cenno "alla tipa isterica piena di fobie", che Guido le aveva solo accennato, quindi Carlotta capisce tutto. Guido, deluso dal comportamento di Maria e dal fatto che continua a fargli domande sulla sua vita privata, decide di trovarsi un'altra casa. Maria però gli chiede scusa e lo convince a rimanere a casa Martini.

## Vive la France
- Diretto da:
- Scritto da:

### Trama
Libero conosce Antoinette, la tata di un bambino che si chiama Matteo ed è a scuola con Annuccia; il bambino è stranamente troppo tranquillo e Antoinette non capisce come mai, così Libero la invita a portarlo alla Asl per farlo visitare da Guido. Alla fine si scopre che il problema è dato da un farmaco che i genitori gli danno ogni giorno. Intanto Guido cerca di recuperare la sua amicizia con Carlotta, che finalmente gli rivela il suo problema. Ella ha paura del contatto fisico; il medico la rassicura dicendole che l'aiuterà a trovare uno specialista. Enrica porta Annuccia e Lele Junior a una festa di bambini a casa della sua amica Livia che, quando vede Lele Junior, gli dice di andare a giocare in cucina a causa della sua carnagione; Enrica se ne va indignata. Le "Rose del Sud" intanto si preparano alla prima esibizione in pubblico che dovrebbe essere alla villa del professor Morbelli, ma il debutto verrà rimandato perché il figlio di Tea sta male, il vestito di Jessica si rompe e Cettina ha il singhiozzo. Libero ne approfitta e con Antoinette, Torello, Annuccia e Lele Ju si presentano alla festa truccati con il cerone nero e si esibiscono al posto delle Rose; dopo avere cantato Libero rimprovera Livia del suo comportamento. Dopo il ricevimento Libero dichiara i suoi sentimenti ad Antoinette, che preferisce però rimanergli amica.

## Le belle statuine
- Diretto da:
- Scritto da:
- Altri interpreti: Giulia Bevilacqua (Maya)

### Trama
Annuccia parte per una gita e lascia al nonno Libero il compito di vigilare sulle statuine in ceramica da lei create, ma mentre Fausto scava in giardino ne trova una e Libero pensa che sia stata Cettina che l'ha sotterrata, ritenendola troppo brutta. Enrica gli propone di fare esaminare le statuine di Annuccia a un suo amico esperto di arte antica e quest'ultimo, vedendo la statua brutta, afferma che sia un reperto archeologico dell'epoca pre-romana; il maestro afferma che andrebbe restituita al Ministero dei Beni Culturali, ma in alternativa potrebbe venderla a un collezionista giapponese che la pagherebbe un milione di euro. Libero non sa se vendere la statuetta andando contro la legge, ma guadagnando un milione di euro oppure restituirla alle autorità; alla fine deciderà per la seconda ipotesi. Maria, durante una passeggiata con Reby, conosce Maya, un mimo che ha girato mezza Europa alla ricerca della felicità; le due stringono amicizia e la giovane Martini viene invitata anche a una festa. Maya poi le propone un viaggio a Praga e Maria, a causa del nervosismo che prova, è titubante e arriva quasi a partire ma poi, vedendo Annuccia con la foto di lei e il padre Lele, rinuncia a partire. Guido cerca di aiutare Carlotta a risolvere il suo problema; dopo un diverbio davanti a casa Martini Maria sta per essere investita, ma Carlotta riesce a spingerla via, evitandole l'incidente. Alla fine ringrazierà Maria perché in realtà è stata lei a salvarle la vita.

## Segreti e imprevisti
- Diretto da:
- Scritto da: Isabella Leoni

### Trama
Si avvicina il compleanno di Maria: la nonna Enrica vorrebbe organizzare una grande festa, Reby vorrebbe farla uscire con due ragazzi che giocano nelle Giovanili della Roma, mentre Guido pensa che preferirebbe una cena al ristorante con pochi amici. La ragazza però dice alla famiglia di non volere né regali né festa, perché le manca tanto il padre. Guido regala una pianta a Carlotta per aiutarla nel suo problema e intanto alla Asl fanno scommesse su una possibile storia tra i due; Carlotta gli confessa di essere innamorata di lui, ma Guido è confuso e non sa se ama Carlotta o Maria. Intanto invita quest'ultima a una cenetta intima per il suo compleanno, ma non si presenta all'orario stabilito perché rimane senza benzina in una strada isolata e con il cellulare scarico; la ragazza allora accetta, seppur di malavoglia, l'invito della nonna Enrica di cenare al ristorante di Nilde. Qui Maria conosce Gianluca Chiodelli, che a metà serata la porta via dal ristorante e la sorprende portandola a cenare ai Mercati Traianei. Intanto Cettina vuole capire che lavoro fa Torello, che su questo argomento rimane sempre molto misterioso; incarica Libero di scoprirlo e l'uomo scopre che Torello fa l'impresario di pompe funebri.

## Le preziose
- Diretto da:
- Scritto da:
- Altri interpreti: Alessandra Mastronardi (Claudia), Claudia Muzii (madre di Titti)

### Trama
Maria è felice di avere conosciuto Gianluca e lo è anche la nonna Enrica, perché è un buon partito (pare sia uno dei più grandi avvocati in circolazione); la nonna consiglia alla ragazza di fare la preziosa per tenere sulle spine il giovane. L'avvocato è a Londra e manda un sms a Maria, mentre al ritorno si fa trovare all'università con tanti regali per la ragazza e, come previsto da Enrica, le fa recapitare a casa anche un mazzo di fiori. Carlotta visita una bambina che non vuole più mangiare e scopre che è stata l'insegnante di danza a dirle che è troppo grassa per danzare; l'insegnante di danza è la madre di Carlotta, che va a rimproverarla e minaccia di denunciarla. Carlotta, felice di avere risolto questo problema, chiede a Guido di vedersi a casa sua. I due fanno l'amore e lei gli rivela di esserne innamorata. Cettina non riesce a capire che lavoro fa Torello e continua a chiedere a Libero di indagare; a sua volta Torello vuole che Libero tasti il terreno con Cettina per vedere come reagisce. Intanto al parco due operatori televisivi vedono Annuccia e propongono a Cettina di farla partecipare a un concorso che seleziona volti nuovi per la pubblicità, ma per aderire è necessario avere un book fotografico; Cettina spende mille euro per farle fare le foto, ma il concorso si rivelerà una truffa e alla fine saranno Torello e Libero a farsi restituire i soldi. Intanto nella scuola di Ciccio alcuni ragazzi entrano di notte e rompono le tubature per saltare interrogazioni e compiti; tre ragazzi sono stati visti dal custode mentre si allontanavano e riconosciuti, mentre il quarto ha perso un orologio. Ciccio, sapendo che era l'orologio di Claudia, si prende la colpa per difendere la ragazza nonostante egli sia innocente, ma poi confida a Maria la verità; la giovane Martini rinuncia alla cena con Gianluca e parla con Claudia, consigliandole di dire la verità per dimostrare ai suoi genitori che è in grado di prendersi le proprie responsabilità.

## Rotta di collisione
- Diretto da:
- Scritto da:

### Trama
La storia tra Maria e Gianluca procede bene e Libero vorrebbe saperne di più riguardo al giovane avvocato; intanto quest'ultimo sorprende Maria portandola a pranzare su una barca sul Tevere, che porta una bandiera con scritto Maria. Torello però informa Libero che l'avvocato è un poco di buono: ha molte donne, pratica sport estremi, è pieno di soldi e soprattutto si droga; dopo questa notizia tutta la famiglia cerca di mettere in guardia Maria, ma la ragazza si arrabbia perché tutti i ragazzi che porta passano sotto il giudizio dei familiari. Jessica per incastrare Gianluca si fa invitare a pranzo; decide allora di invitarlo a casa sua e chiama anche Maria che scopre tutto, rimane delusa e decide di troncare la storia. Guido, intanto, si è fidanzato con Carlotta, ma non vuole dirlo in giro per non alimentare pettegolezzi alla Asl, a causa dei suoi precedenti a Milano. Carlotta, invece, è felicissima e vorrebbe dirlo a tutti, quindi il comportamento di Guido la fa rimanere male perché pensa che non sia convinto della loro storia. Ciccio fa un provino per la squadra di rugby della scuola, ma torna a casa pieno di lividi. Enrica riesce a sventare una rapina mentre è a casa con i nipotini, anche grazie all'aiuto di Guido che avendo chiamato a casa e sentendola strana ha avvertito la polizia.

## La stagione degli amori
- Diretto da:
- Scritto da:

### Trama
Libero ha notato che Enrica ultimamente è molto strana e lo conferma il fatto che non vuole andare al raduno delle compagne del collegio svizzero che ha frequentato da giovane. Ciccio la incontra al bar e la vede entrare nella sala riservata ai videopoker illegali, così riferisce tutto al nonno Libero, che il giorno seguente va al bar e la porta via. Alla fine Enrica sputa il rospo: è depressa perché si sente sola e vecchia e ha perso seimila euro ai videopoker; Libero decide di aiutarla accompagnandola al ricevimento e lei viene eletta regina della serata.
Torello dichiara il suo amore a Cettina e le lancia un ultimatum: se entro tre giorni non si presenta a casa sua uscirà definitivamente dalla sua vita; Cettina, per un attimo titubante, si presenta all'appuntamento e i due finiscono per fare l'amore. La mattina seguente però Torello rivela quale sia il suo lavoro e Cettina se ne va sconvolta. Carlotta propone a Guido di andare a convivere; il medico accetta e vanno a vivere nella casa della signora Di Stefano, che si è fidanzata con Giuseppe; dopo neanche un giorno però i due dottori sono costretti a lasciare l'appartamento perché la donna ha lasciato il fidanzato per incompatibilità di carattere. Maria, su proposta di Jessica, ha iniziato a lavorare come volontaria in un centro di recupero per tossicodipendenti e chiede ad Alberto di lanciare un annuncio alla radio per favorire le donazioni, perché il bilancio è in rosso e il centro rischia di chiudere; dopo l'appello Maria scopre da Marcello che una persona ha fatto una grossa donazione di tremila euro. Si tratta di Gianluca, che chiede alla ragazza di aiutarlo a uscire dal tunnel della droga e di dargli un'altra chance.

## Trenta per tutti o quasi
- Diretto da:
- Scritto da:

### Trama
Cettina va da Torello con l'intenzione di dirgli che non riesce a superare il trauma di avere a che fare con le pompe funebri, ma i due finiscono per fare l'amore; l'indomani Torello le chiede di sposarlo, ma vedendo la donna titubante la mette alle strette: o lo accetta in tutto e per tutto o la storia finisce lì. Cettina se ne va, poi però ci ripensa e decide di provare a superare il trauma, iniziando a lavorare come segretaria alla Torellhonor; Torello però, dopo uno sconto troppo grosso fatto a un cliente, la licenzia e i due litigano. Maria si sta preparando per un esame ed è molto nervosa; il nonno Libero pensa che sia colpa di Gianluca. In realtà era proprio per l'esame, che per fortuna viene superato con un bel trenta; intanto Gianluca pare si stia giocando bene la sua seconda possibilità. Oscar riceve una telefonata dai genitori che stanno arrivando a Roma per conoscere la sua fidanzata; lui però non ha detto loro di essere gay e decide di fingere di avere una storia con Jessica. Con l'aiuto di Guido e Carlotta organizzano tutto per evitare sospetti, ma i genitori si accorgono che c'è qualcosa che non va. Jessica riesce a rimediare dicendo che sono sposati; la sera stessa Oscar e Jessica finiscono per fare l'amore. Guido e Carlotta continuano la loro storia, ma una mattina la madre di Carlotta scopre il ragazzo che gira mezzo nudo per casa; il medico è stufo di continuare a entrare e uscire di nascosto e pare anche molto dubbioso sulla loro storia. Nilde lascia Lele Ju da Libero perché l'asilo è chiuso a causa di alcune antenne che potrebbero essere pericolose per la salute dei bambini; viene istituito un comitato di protesta per farle eliminare a cui partecipa anche la nonna Enrica.

## Mi farete venire un infarto
- Diretto da:
- Scritto da:

### Trama
La mamma di Carlotta parte per uno stage, lasciandole la casa libera e la dottoressa propone subito a Guido di stare da lei. Il medico allora comunica alla famiglia Martini la convivenza di pochi giorni, ma Annuccia non la prende bene perché è già triste per la mancanza di Lele; Guido chiede allora consiglio a Oscar su come comportarsi e decide di farle conoscere una bambina di nome Marinella, che è stata scelta come prova per sperimentare una cura, dato che la sua vita è appesa a un filo. Guido rivelerà ad Annuccia che, senza il lavoro di Lele, Marinella rischia la morte e così la bambina si convince dell'importanza di ciò che sta facendo il padre. Ciccio intanto ha deciso di farsi un piercing all'insaputa del nonno Libero, che lo segue con Fausto perché pensa voglia fare altro, ma poi scopre ciò che ha fatto. Maria continua a frequentare Gianluca aumentando la preoccupazione di Libero. Cettina è indecisa su come comportarsi con Torello dopo che egli l'ha licenziata dalla Torellhonor: gli manca ma vuole fargliela pagare. Libero sta guardando il telegiornale e vede che a Fiumicino è stata arrestata una giovane studentessa bionda assieme a Gianluca per spaccio di droga: pensando che si tratti di Maria, che avrebbe dovuto uscire con l'avvocato nello stesso luogo, si sente male ed è colto da infarto. Cettina se ne accorge e Libero viene portato in ospedale; Maria avvisa Guido, che corre immediatamente all'ospedale e dice a Carlotta che la convivenza finisce lì. Ognuno si ritiene colpevole dell'infarto di Libero, che per fortuna è fuori pericolo.

## Un paziente impaziente
- Diretto da:
- Scritto da:

### Trama
Libero è in ospedale, ma non vede l'ora di uscire e per passare il tempo gioca a poker con Fausto e altri pazienti; intanto si preoccupa per come vanno le cose a casa, continuando a telefonare anche più volte al giorno. Organizza pure una rivolta con sciopero della fame per come vengono trattati i pazienti in ospedale. A casa Cettina, che sostituirà Nilde al ristorante per farla stare vicino al padre, ha dato un compito a ognuno, ma puntualmente nessuno riesce a rispettarlo. Maria non può occuparsi della cucina e delle faccende domestiche contemporaneamente; Ciccio deve andare a prendere a scuola Annuccia e Lele Ju, ma perde il piccolo Martini che viene riaccompagnato a casa dalla maestra, e Alberto dovrebbe fare la spesa ma in realtà compra solo patatine, popcorn e bibite. Guido intanto ha problemi con Carlotta, stufa di vedere il suo fidanzato totalmente preso dalla famiglia Martini; inoltre Guido chiede a Marcello di portare a cena la sua ragazza, che se la prende. Maria rivede Gianluca davanti a casa che le dice di volere scappare per evitare il processo; in quel momento arriva Guido che, per difendere la giovane Martini, tira un pugno all'avvocato. Ricompare però il giorno dopo salutando Maria e dicendole che gli sarebbe piaciuto cambiare ed essere più forte soprattutto per lei, perché gli piaceva davvero. Ciccio deve giocare la sua prima partita di rugby da titolare, ma è indeciso perché senza il nonno Libero non è la stessa cosa; Guido allora propone di filmare la partita così Libero la può rivedere, ma la Castellani glielo impedisce. Allora manda Jessica, che alla partita conosce Giovanni Macchio, l'allenatore della squadra avversaria, trovandolo subito interessante. Purtroppo, durante un'uscita a cena, Giovanni Macchio le rivela che sta studiando per diventare prete. I nipoti vanno a trovare il nonno Libero e Lele Ju spiffera di un bacio tra Guido e Maria; Libero allora scappa di nascosto dall'ospedale per vedere come vanno realmente le cose a casa. Vede Guido e Maria insieme nel momento che precede un bacio e accende apposta la televisione. In ospedale medici e infermieri non lo sopportano più e quindi viene dimesso.

## Amori a tradimento
- Diretto da:
- Scritto da:
- Altri interpreti: David Sef (Nizar)

### Trama
Libero torna a casa e tutti sono in fermento. Torello porta del bucato da lavare a Cettina, che scopre in una camicia una lettera d'amore per una certa Svetlana e credendo sia indirizzata a Torello sparisce dicendo a tutti che deve riflettere. Enrica e Fausto si occupano di Libero, che però si stufa presto delle attenzioni dei suoi familiari. Padre Giovanni presenta Nizar a Jessica, uno studente tunisino che per rimanere in Italia e trovare lavoro deve sostenere un esame di cultura generale; l'infermiera, essendo molto presa da Giovanni, decide di aiutare il giovane. Guido e Carlotta sono sempre più in crisi e durante una cena al ristorante di Nilde litigano di nuovo; Guido va a casa di Marcello che gli presenta due ragazze e la mattina seguente il medico si risveglia completamente ubriaco accanto a una delle due. La dottoressa chiama Maria per sapere che fine ha fatto il suo fidanzato e la giovane Martini gli telefona, ma durante la chiamata sente una voce femminile che lo chiama amore e riattacca delusa. Torello scopre che la lettera che ha fatto scappare Cettina è di Gerardo, il suo assistente, così i due fanno pace.

## Scherzare col fuoco
- Diretto da:
- Scritto da:
- Altri interpreti: David Sef (Nizar), Salvatore Billa (strozzino), Massimo Bagliani (Dott. Willy Righelli), Roberta Garzia (Simona)

### Trama
Maria è arrabbiata con Guido e delusa perché lui ha tradito Carlotta; nel frattempo Marcello propone a Carlotta una rubrica sull'alimentazione alla radio e per sbaglio le rivela il tradimento del medico, pensando che lo sapesse già. Alla Asl si tiene un corso sull'autostima e grazie a esso i dottori riescono a tirare fuori i loro problemi. Carlotta è arrabbiata con Guido ma vuole cercare di perdonarlo Jessica vorrebbe provare a conoscere Giovanni Macchio ma la blocca il fatto che stia per diventare prete. Tea è preoccupata perché pensa che suo marito abbia un'amante, la Castellani è l'amante di un uomo sposato e si sente sola. Alla fine Carlotta perdona Guido perché adesso ha la forza di credere in se stessa e andare oltre. Jessica e Cettina aiutano Tea a scoprire la verità: il marito ha semplicemente trovato un lavoro notturno come spazzino e per risparmiare benzina divide la macchina con una collega. Giovanni Macchio va da Jessica per aspettare insieme l'esito dell'esame di Nizar e i due fanno l'amore. Nilde ha un problema al ristorante perché uno strozzino la minaccia; Libero cerca di aiutarla invitando tutti i negozianti vicini a unire le forze e anche se all'inizio essi sono un po' titubanti perché impauriti alla fine si coalizzano contro lo strozzino.

## Ritorni
- Diretto da:
- Scritto da:

### Trama
George, il padre di Lele Ju, compare al ristorante di Nilde e la donna rimane un po' scioccata; lo comunica a Libero, che inizialmente la prende male, ma poi quest'ultimo decide di andare all'ambasciata con Lele Ju a conoscere George e così capisce che in realtà è stata sua figlia a lasciarlo e a scegliere di non dirgli nulla del bambino. Giovanni va alla Asl perché vuole chiarirsi con Jessica, le dice che è confuso e che l'avere fatto l'amore con lei gli ha creato molti dubbi e incertezze, ma la donna non vuole che si senta in obbligo e lo caccia perché rispetta la sua scelta.
Carlotta invita Guido a casa sua per farle conoscere sua madre, ma Guido non si presenta; a casa della dottoressa si presenta invece Marcello, che fa morire dal ridere sia lei che la madre. Intanto Guido e Maria vanno a prendere Annuccia al bioparco, dove si è recata in gita, ma per accontentare la bambina si fermano ancora un po' per vedere altri animali; Annuccia si perde e così i tre rimangono chiusi dentro allo zoo. A causa di questo Guido non si presenta all'appuntamento con Carlotta e a casa Martini si preoccupano e telefonano ai vigili, assessorati, persino al sindaco e presidente della regione per farli uscire, ma intanto Maria e il bel dottore si baciano. Torello invita Cettina a cena al ristorante di Nilde, nonostante la donna non ami festeggiare il proprio compleanno, ma proprio quella sera riappare Peppiniello, l'uomo che sparì dopo avere fatto l'amore con lei quando aveva vent'anni e che l'ha fatta tanto soffrire.

## Contratti
- Diretto da:
- Scritto da:

• Altri interpreti: Alessandra Mastronardi (Claudia) 

### Trama
Ciccio è preoccupato perché deve disputare una partita di rugby e questa volta ci sarà un reclutatore inglese che porterà in Inghilterra il giocatore della squadra con maggior talento, anche se sa benissimo che il prescelto sarà un altro. Il giovane Martini ci rimane doppiamente male quando vede Claudia andare via con questo ragazzo. Alla fine però il reclutatore si presenterà a casa Martini per fargli firmare il contratto: così Ciccio, oltre a passare sei mesi in Inghilterra, riesce a riconquistare Claudia.
Guido, dopo il bacio al bioparco, capisce di provare qualcosa di forte per Maria, ma lei vorrebbe che prima lui lasciasse Carlotta che, nel frattempo, sembra sempre più legata a Marcello e non solo per lavoro. Infatti, in collaborazione con la radio, Carlotta e Marcello hanno lanciato alla Asl un'iniziativa di raccolta fondi. Torello si è messo in affari con Peppiniello per aprire una filiale di pompe funebri in America, ma non si rende conto che lui, in realtà, sta mirando a Cettina. Peppiniello riesce a ingannare Torello mandandolo a un funerale in Toscana e sarà lo stesso Torello, ingenuamente, a consegnare Cettina al suo ex fidanzato. Cettina però non vuole più stare con lui.

## Attenta Cappuccetto Rosso
- Diretto da:
- Scritto da:

### Trama
Annuccia è triste perché vorrebbe avere la parte di Cappuccetto Rosso per la recita a scuola, ma la maestra l'ha assegnata a un'altra bambina; alla Asl qualcuno ha rubato i soldi per la beneficenza e Guido propone di riguadagnarli interpretando la recita di Annuccia, che prenderà parte all'iniziativa svolgendo un ruolo importante. Alla fine della recita Marcello e Carlotta si baciano. Maria è stufa di aspettare Guido e, influenzata da Reby, decide di non aspettarlo più divertendosi con l'amica; durante un'uscita notturna viene fermata dai carabinieri e le viene ritirata la macchina. Sarà Guido a riportarla a casa e, dopo una discussione, le dichiara tutto il suo amore per lei.
Torello è sempre più disperato perché ha perso Cettina, che in realtà vuole solo farlo soffrire facendo finta di stare con Peppiniello. Torello decide allora di andare da lui e scopre che i due avevano una relazione venti anni prima. Cettina la sera va da Peppiniello dicendogli che il loro sarà un fidanzamento in bianco.

## Sabbie mobili
- Diretto da:
- Scritto da:

### Trama
Cettina è ormai fidanzata con Peppiniello, che riempie di regali sia lei che la famiglia Martini, e decide di chiedere la mano della donna direttamente a Libero. Cettina quindi assume una nuova colf, Lourdes, che la sostituisca; Lourdes però ci mette molto a imparare le cose e fa troppi pasticci. Jessica scopre di essere incinta e dice a Oscar che il figlio potrebbe anche essere suo: l'uomo in un primo momento rimane stupito, ma poi si rende conto di essere davvero felice. Maria chiede a Guido di lasciare Carlotta ma Reby le dice che sicuramente non ce la farà; invece tutto andrà per il meglio perché sarà Carlotta a lasciare Guido, essendosi innamorata di Marcello. Maria e Guido vanno al mare per stare da soli e quando tornano a casa sporchi di sabbia Libero capisce che i due hanno passato il pomeriggio insieme. Intanto, alla Asl, un paziente anziano smarrisce la ricetta di morfina che Guido ha prescritto per sua moglie; il medico si assume la responsabilità e gliene fa un'altra, però viene sospeso dalla Castellani. Ciccio si è infortunato e sta facendo ritorno a casa, ma il nonno Libero non ha ricevuto nessuna notizia: in realtà è colpa di Lourdes, che si è dimenticata di dargli il telegramma spedito dalla scuola di rugby. Guido incontra Eva, la ragazza con cui aveva fatto l'amore a casa di Marcello: la ragazza comincia a stargli addosso e la cosa potrebbe mettere a rischio la sua storia con Maria.

## Visite a domicilio
- Diretto da:
- Scritto da:

### Trama
Maria chiede al nonno Libero di non dire a nessuno della sua storia con Guido, ma lui si rende conto che in realtà già tutti lo sapevano. Guido intanto, che è ancora momentaneamente sospeso dall'incarico, effettua visite a casa e i pazienti si presentano a casa Martini perché vogliono solo lui; il medico inoltre regala a Maria un viaggio a Venezia solo per loro due. Libero va a trovare Torello e gli dice che il fidanzamento di Cettina è completamente in bianco; intanto Augusto riunisce Le Rose Del Sud che sono pronte al loro primo spettacolo dal vivo; Cettina inizialmente è titubante, ma poi accetta di cantare perché Jessica e Tea hanno bisogno di soldi. Poco prima dell'esibizione sia le tre donne che Torello vengono a sapere che il nuovo agente del gruppo, ossia Peppiniello, ha cancellato l'esibizione: Cettina va da lui e rompe il fidanzamento. Poi, fuori dall'hotel, trova Torello che la prega di tornare con lui e i due finiscono per fare l'amore. La nonna Enrica si è iscritta all'università per anziani e deve dare un esame di arte, ma ha paura di non ricordarsi nulla; alla fine andrà bene anche grazie all'aiuto di Ciccio. Eva va dai Martini e chiede come ultimo desiderio di baciare Guido: in quel momento entra Maria, che scappa in camera sua disperata. Libero torna a casa e sente la nipote piangere, si arrabbia con Guido e lo caccia di casa.

## Perché non mi credi?
- Diretto da:
- Scritto da:

### Trama
Libero è molto arrabbiato per il comportamento di Guido e non riesce a capire che in realtà è stata Eva a saltargli addosso; intanto ricompare Antoinette, che gli chiede di partecipare a una manifestazione di animalisti. Cettina legge sul giornale che Peppiniello è stato arrestato per riciclaggio di denaro; verrà però arrestata anche lei in quanto accettava i regali che lui le faceva. Enrica decide di interpellare l'avvocato Ulmi, che riesce a ottenere per Cettina gli arresti domiciliari. Cettina avrà poi un colloquio con Peppiniello, che alla fine le confesserà di averla usata per riciclare i soldi e così Cettina tornerà in libertà. Jessica rivede padre Giovanni, che ha rinunciato a diventare prete perché è innamorato di lei ed è pronto ad accettare il bambino pur di vivere insieme; Oscar si arrabbia e dice che se il bambino sarà suo sarà lui ad occuparsene. Maria è delusa e arrabbiata con Guido e non ne vuole più sapere di lui; Guido decide allora di fare un filmato per spiegarle che quel che ha visto è un equivoco e che la ama e le manca. Fausto riesce a organizzargli un incontro con Libero alla manifestazione animalista, ma Libero non gli crede; poi Annuccia gli organizza un incontro con Maria al parco, ma mentre stanno tornando a casa Maria vede un orecchino sulla macchina di Guido e capisce che di lui non riesce più a fidarsi.

## Mai rinunciare ai sogni
- Diretto da:
- Scritto da:
- Altri interpreti: Paolo Maria Scalondro (Andrea Biglietti, alla sua prima apparizione)

### Trama
Cettina si deve sposare e sorge subito il problema dell'abito, perché Torello vuole che lei indossi l'abito che era stato di sua madre; alla fine Maria consiglierà a Lele di regalare a Cettina l'abito dei suoi sogni, a cui aveva rinunciato a malincuore perché troppo costoso. Maria è molto triste, perché oltre a non credere più in Guido all'Università le viene invalidato un esame in quanto ha fatto copiare a un altro studente e le due prove risultano uguali.
Enrica si accorge che Libero è preso da Antoinette e Libero conferma di avere una piccola cotta per la donna. Enrica allora la mette alle strette dicendole che se lascerà in pace Libero lei rinuncerà a tutte le sue pellicce e farà una donazione per la fondazione animalista di Antoinette. Antoinette invece propone a Libero di andare a Cuba con lei. Guido cerca, sotto consiglio di Libero, di rintracciare Eva e chiederle di parlare con Maria, ma la ragazza non collabora e Guido viene malmenato; Guido, persa ogni speranza di riprendersi Maria, chiede il trasferimento immediato a Milano e fuori dalla Asl saluta Marcello e Carlotta. Durante il tragitto per la chiesa Maria capisce di volere Guido e corre in stazione da lui gridandogli ti amo e rivivendo così quello che Lele aveva fatto con Alice all'aeroporto. In chiesa sono tutti in fermento. Nilde conosce Andrea Biglietti, vivaista che ha curato l’addobbo floreale in chiesa; arriva Guido, saltato giù dal treno per Maria e poi finalmente arriva Cettina e il matrimonio viene celebrato.